# Alexander Liernur (1856-1917)
Willem Adrianus Alexander Liernur (Den Haag, 7 februari 1856 – Deventer, 17 februari 1917) was een Nederlands schilder. Hij signeerde zijn werk als A.W.A. Liernur.

## Leven en werk
Alexander Liernur was een zoon van Gerardus Johan Liernur en Alida Eva Agatha van Vliet. Zijn vader was commies bij het ministerie van Financiën.
Liernur kreeg les van zijn oom Martinus Wilhelmus Liernur en studeerde aan de Haagse Academie van Beeldende Kunsten. Hij schilderde en tekende onder meer interieurs en genrestukken. In 1878 ontving hij een koninklijke subsidie. Hij trouwde in 1883 met Maria Charlotte Christine Worrell (1856-1918), lerares aan de hbs. Het jaar daarop verhuisden zij naar Deventer, waar hij een betrekking kreeg als leraar in het handtekenen, schilderen en boetseren. Hij gaf er les aan onder anderen Willem Penaat en Chris le Roy. Liernur nam deel aan diverse tentoonstellingen van Levende Meesters.
Liernur overleed in 1917, op 61-jarige leeftijd, in zijn woonplaats Deventer.

## Werk in openbare collecties (selectie)
- Rijksmuseum Amsterdam
- Speelgoedmuseum Deventer.

- Biografisch Portaal: 10824654
- Nederlandse Thesaurus van Auteursnamen: 28753233X
- RKD-Nederlands Instituut voor Kunstgeschiedenis: 88945
- Virtual International Authority File: 291241725
- WorldCat: E39PBJyRthJb8bKmbr7DwFJMT3